# Мария Брабантская (герцогиня Баварии)
Мария Брабантская (1226—1256) — дочь герцога Брабанта Генриха II и Марии Швабской. Была первой женой герцога Баварии и Рейна Людвига II Строгого. Была обезглавлена по приказу мужа.

## Помолвки и брак
Скорее всего, в 1247 году Мария была обручена с принцем Эдуардом, сыном короля Англии Генриха III поскольку Матвей Парижский писал об обручении одной из дочерей герцога Брабанта Генриха II с Эдуардом. Точно неизвестно, была ли этой дочерью именно Мария, однако она является наиболее вероятной кандидаткой, так как две её старшие сестры уже были замужем, а младшая единокровная сестра была слишком маленькой. Переговоры о браке ни к чему не привели.
2 августа 1254 года Мария вышла замуж за Людвига II, герцога Баварии. Супруги были женаты всего два года, в течение которых у них не родились дети.

## Казнь

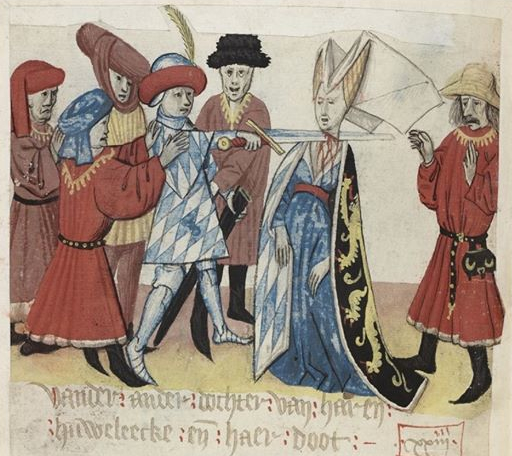
Казнь Марии Брабантской. Миниатюра из рукописи «Брабантских деяний» Яна ван Бундале

Мария была обезглавлена в Донаувёрте в 1256 году после того, как её муж обвинил её в супружеской измене. Это было обычным наказанием для женщин, признанных виновными в супружеской измене, однако доказательств вины в супружеской измене с её стороны никогда не было. В качестве искупления Людвиг основал цистерцианский мужской монастырь в Фюрстенфельдском аббатстве недалеко от Мюнхена.
В источниках сохранились подробности событий, приведших к казни. В 1256 году Людвиг длительное время отсутствовал дома, отправившись по делом в район Рейна. Его жена написала два письма: одно своему мужу, а другое графу Кибурга в Хансруке, вассалу Людвига. Подробная информация о действительном содержании второго письма различается, и, по словам летописцев, посланнику, который доставил письмо Людвигу, дали не тот конверт, и Людвиг пришёл к выводу, что у его жены был тайный роман.
Со временем кровавое деяние Людвига обросло всевозможными легендами, и большинство были написаны после его смерти: барды при приписывали Людвигу убийственное безумие, во время которого он якобы не только убил свою жену после того, как ехал домой в течение пяти дней и ночей, но также зарезал и посланника, который принёс ему неправильное письмо, а затем зарезал своего собственного кастеляна и фрейлину жены, прежде чем убить уже жену, зарезав или перерезав ей глотку.